# Кивиярви (озеро, Поросозерское сельское поселение, северное)
Ки́вия́рви (Киви-ярви; фин. Kivijärvi) — озеро на территории Поросозерского сельского поселения Суоярвского района Республики Карелия.

## Общие сведения
Площадь озера — 1 км². Располагается на высоте 188,5 метров над уровнем моря.
Форма озера лопастная, продолговатая: вытянуто с северо-запада на юго-восток. Берега преимущественно заболоченные.
Из западной части озера вытекает ручей без названия, впадающий в озёра Илинен-Лиусъярви, Алинен-Лиусъярви, откуда вытекает река Мянтюйоки (фин. Mäntyjoki), в нижнем течении — Контиойоки, которая далее сообщается с рекой Тарасйоки.
В озере расположены три острова различной площади.
Населённые пункты возле озера отсутствуют. Ближайший — посёлок Поросозеро — расположен в 25 км к востоку от озера. В районе озера расположены развалины хутора Слободы.
Название озера переводится с финского языка как «каменное озеро».
Код объекта в государственном водном реестре — 01040100111102000016702.